# 氫氣焊接

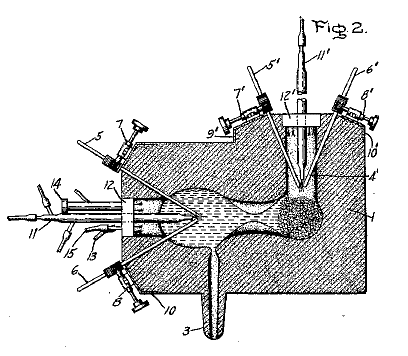
朗繆爾申請專利時所用的電極草圖

原子氫焊接（Atomic hydrogen welding，簡稱AHW）是一種弧焊焊接程序，在氫氣的屏蔽氛圍下在兩鎢電極間產生電弧。原子氫焊接技術由歐文·朗繆爾研究氫原子時所發明。焊接過程中，電弧會有效率地把氫分子分解成氫原子，當氫原子再度復合時就會產生大量的熱能，進而產生高達3400至4000 °C的高溫。如果沒有電弧，普通的氫氧炬只能產生2800 °C。原子氫焊接產生的高溫是目前已知焊接用焰第三高的溫度，僅次於二氰乙炔焰的4987 °C及氰焰的4525 °C。而較常見的乙炔焰也只能提供3300 °C的溫度。原子氫焊接的裝置有許多別名，例如原子氫焰（atomic hydrogen torch）、初生氫焰（nascent hydrogen torch）、朗繆爾之焰（Langmuir torch）等。整個焊接過程也可以稱作原子弧焊（arc-atom welding）。
原子氫焊接技術可以用來處理難熔金屬的焊接，難熔金屬中熔點最高的鎢大概在3422 °C時熔化。這項技術的另一樣好處是，氫氣氣氛也可以作為遮蔽氣體，防止氧化及其他元素如碳、氮、氧等所產生的汙染，確保被焊金屬的性能不至於嚴重下降，也因此不需要再額外添加助焊劑。
電弧的維持與工件、零件被焊互為獨立事件。氫氣的成分主要由雙原子的（H2）分子構成，但氫氣當靠近電弧附近的600 °C（1,100 °F）高溫時，氫分子分解成氫原子並吸收電弧的大量熱量。當這些氫原子撞擊到較冷的表面，如工件欲焊處時，則又重新形成雙原子的氫分子，在鍵結生成時釋放大量能量。原子氫焊接的能量可以透過電弧與工件表面的距離輕易調節控制。原子氫焊接後來會被熔化極氣體保護電弧焊的技術所取代，純粹只是因為鈍氣的取得變便宜、變容易了。
原子氫焊接的過程中，金屬焊料可能會用得到也可能用不到。焊接過程電弧的維持與工件、零件被焊兩者互為獨立事件。只有在電弧碰觸到工件的時候，工件才會變成電路的一部分，工件和電極間才會產生電壓。